# Melodifestivalen 1968
Melodifestivalen 1968 var den 10:e upplagan av musiktävlingen Melodifestivalen och samtidigt Sveriges uttagning till Eurovision Song Contest 1968. Det här året var det tioårsjubileum för Melodifestivalen, även om det inte uppmärksammades på något särskilt sätt. 
Finalen hölls på Cirkus i Stockholm den 9 mars 1968, där melodin "Det börjar verka kärlek, banne mej", framförd av Claes-Göran Hederström, vann, genom att ha fått högst totalpoäng av jurygrupperna. För tredje året i rad ordnades endast en finalkväll med tio tävlande bidrag. Skillnaden mot de två tidigare åren var att Sveriges Radio-TV beslöt att välja ut artisterna på förhand, för att sedan låta dessa välja mellan allmänt inskickade bidrag. Likt föregående år började det väljas ut mer popmusik i festivalen. Liksom de förutvarande två åren, spelades finalen in samma eftermiddag och sändes sedan på kvällen
"Det börjar verka kärlek, banne mej" fick sedan representera Sverige i ESC 1968 som hölls i London i Storbritannien den 6 april 1968.

## Tävlingsupplägg[2]
Från början valde Sveriges Radio-TV ut tio artister som skulle få framföra varsitt bidrag i finalen. De artister som valdes ut var dock bara soloartister, således inga grupper eller duettpar. När de tio artisterna var utsedda öppnades en allmän inskickning av bidrag. Bidragen fick vara skrivna av vem som helst, amatör som professionell inom branschen, samt riktade till vilken artist som helst av de som valts ut. Det stora intresset gjorde att man fick in 2 233 bidrag, vilket blev en rekordökning jämfört med tidigare år (ca 433 bidrag fler än året innan). Dock blev siffran bara preliminär då vissa bidrag skickades in som dubbletter, i och med att vissa upphovsmän ville pröva olika artister till sin låt, vilket gör att det kan ha räknats som dubbletter. Varje låt fick skickas in till högst två artister. Inför urvalet hade dock en på förhand utsedd jury gallrat bland de inkomna bidragen.

### Återkommande artister
| Artist                                                | Tidigare år (med placering) (Melodifestivalen)                     | Tidigare år (med placering) (ESC) |
| ----------------------------------------------------- | ------------------------------------------------------------------ | --------------------------------- |
| Anna-Lena Löfgren                                     | 1963 (-)                                                           | –                                 |
| Gunnar Wiklund                                        | 1961 (1:a, 4:a), 1963 (-, -), 1966 (3:a, 10:a)                     | –                                 |
| Lars Lönndahl                                         | 1961 (2:a, 2:a), 1963 (-, 3:a)                                     | –                                 |
| Svante Thuresson (Delvis duett med Östen Warnerbring) | 1966 (1:a1, 7:a), 1967 (9:a)                                       | 19661 (2:a)                       |
| Towa Carson                                           | 1967 (3:a, 5:a)                                                    | –                                 |
| Östen Warnerbring (Delvis duett med Svante Thuresson) | 1959 (4:a, 5:a), 1960 (1:a, 2:a), 1962 (4:a, 6:a), 1967 (1:a, 2:a) | 1967 (8:a)                        |

1 I duett med Lill Lindfors.

### Övrigt
- Vissa menar att det var det här året som den samtida popen slog igenom på allvar i den svenska Melodifestivalen. Låtarna "Det börjar verka kärlek banne mej", "Du vet var jag finns" och "Låt mig va' ifred" hade alla tydliga popinslag från den tiden.
- Peter Himmelstrand och Marcus Österdahl lyckades båda få med tre bidrag var men det var Himmelstrand dominerade resultatet, då två av hans tre bidrag slutade på första och delad tredje plats.
- Precis som år 1966 fick Svante Thuresson framföra två bidrag i finalen, ett som soloartist och ett i duett med Östen Warnerbring.
- Det jävrykte som gått året innan angående kapellmästare Mats Olsson syntes inte till det här året.

## Finalkvällen
Finalen av festivalen 1968 sändes den 9 mars 1968 från Cirkus i Stockholm. Programledare var Magnus Banck och kapellmästare var Mats Olsson. 
Finalen avgjordes genom 100% juryröstning, men däremot förändrades poängsystemet något jämfört med tidigare år. De elva regionala jurygrupperna hade totalt nio poäng vardera att dela ut, som de fick dela ut hur de ville. Varje jurymedlem hade en poäng vardera att dela ut (således satt nio personer per jurydistrikt och röstade). Utifrån hur många totalpoäng jurygrupperna gav låtarna, så många poäng fick varje bidrag. Därför var poängkombinationerna många och helt ofasta.

### Startlista
| Nr | Artist                               | Låt                               | Upphovsmän (Text & musik)                  |
| -- | ------------------------------------ | --------------------------------- | ------------------------------------------ |
| 1  | Svante Thuresson                     | Du är en vårvind i april          | Bo-Göran Edling (t), Staffan Ehrling (m)   |
| 2  | Anna-Lena Löfgren                    | Jag vill tro                      | Britt Lindeborg (tm)                       |
| 3  | Claes-Göran Hederström               | Det börjar verka kärlek banne mej | Peter Himmelstrand (tm)                    |
| 4  | Towa Carson                          | Du vet var jag finns              | Peter Himmelstrand (tm)                    |
| 5  | Svante Thuresson & Östen Warnerbring | Här kommer pojkar                 | Östen Warnerbring (t), Sven Bergcrantz (m) |
| 6  | Britt Bergström                      | Fri hos dig                       | Patrice Hellberg (t), Marcus Österdahl (m) |
| 7  | Gunnar Wiklund                       | Jag ser en värld                  | Bengt Sundström (t), Marcus Österdahl (m)  |
| 8  | Cecilia Stam                         | Låt mig va' ifred                 | Patrice Hellberg (t), Marcus Österdahl (m) |
| 9  | Lars Lönndahl                        | Du och jag och våren              | Thore Skogman (tm)                         |
| 10 | Mona Wessman                         | Gå och göm dig, Åke Tråk          | Peter Himmelstrand (tm)                    |

### Poäng och placeringar
| Nr | Låt                                | Sunds- vall | Örebro | Norr- köping | Gbg | Luleå | Falun | Växjö | Malmö | Umeå | Karl- stad | Stholm | Summa | Plac. |
| -- | ---------------------------------- | ----------- | ------ | ------------ | --- | ----- | ----- | ----- | ----- | ---- | ---------- | ------ | ----- | ----- |
| 1  | Du är en vårvind i april           | 1           | 5      | -            | 2   | -     | 2     | -     | -     | 1    | 3          | 7      | 21    | 2     |
| 2  | Jag vill tro                       | -           | -      | -            | -   | -     | 2     | 3     | -     | -    | -          | -      | 5     | 6     |
| 3  | Det börjar verka kärlek, banne mej | 4           | 2      | 4            | 1   | 2     | -     | 3     | 5     | -    | 2          | -      | 23    | 1     |
| 4  | Du vet var jag finns               | 4           | -      | 4            | -   | 5     | -     | -     | 1     | 1    | -          | -      | 15    | 3     |
| 5  | Här kommer pojkar                  | -           | 2      | 1            | -   | 2     | 1     | 1     | 2     | 3    | 1          | -      | 13    | 5     |
| 6  | Fri hos dig                        | -           | -      | -            | -   | -     | -     | -     | -     | -    | -          | 1      | 1     | 9     |
| 7  | Jag ser en värld                   | -           | -      | -            | -   | -     | -     | -     | -     | -    | 3          | -      | 3     | 7     |
| 8  | Låt mig va' ifred                  | -           | -      | -            | 2   | -     | -     | -     | -     | -    | -          | 1      | 3     | 7     |
| 9  | Du och jag och våren               | -           | -      | -            | -   | -     | -     | -     | -     | -    | -          | -      | 0     | 10    |
| 10 | Gå och göm dig, Åke Tråk           | -           | -      | -            | 4   | -     | 4     | 2     | 1     | 4    | -          | -      | 15    | 3     |

### Juryuppläsare
- Sundsvall: Kurt Jonsson
- Örebro: Maud Nylin
- Norrköping: Larz-Thure Ljungdahl
- Göteborg: Rune Rustman
- Luleå: Torsten Åhlander
- Falun: Lars Ramsten
- Växjö: Bertil Axelson
- Malmö: Bertil Nordlander
- Umeå: Monica Hedestig
- Karlstad: Paul Björk
- Stockholm: Edvard Matz

## Eurovision Song Contest

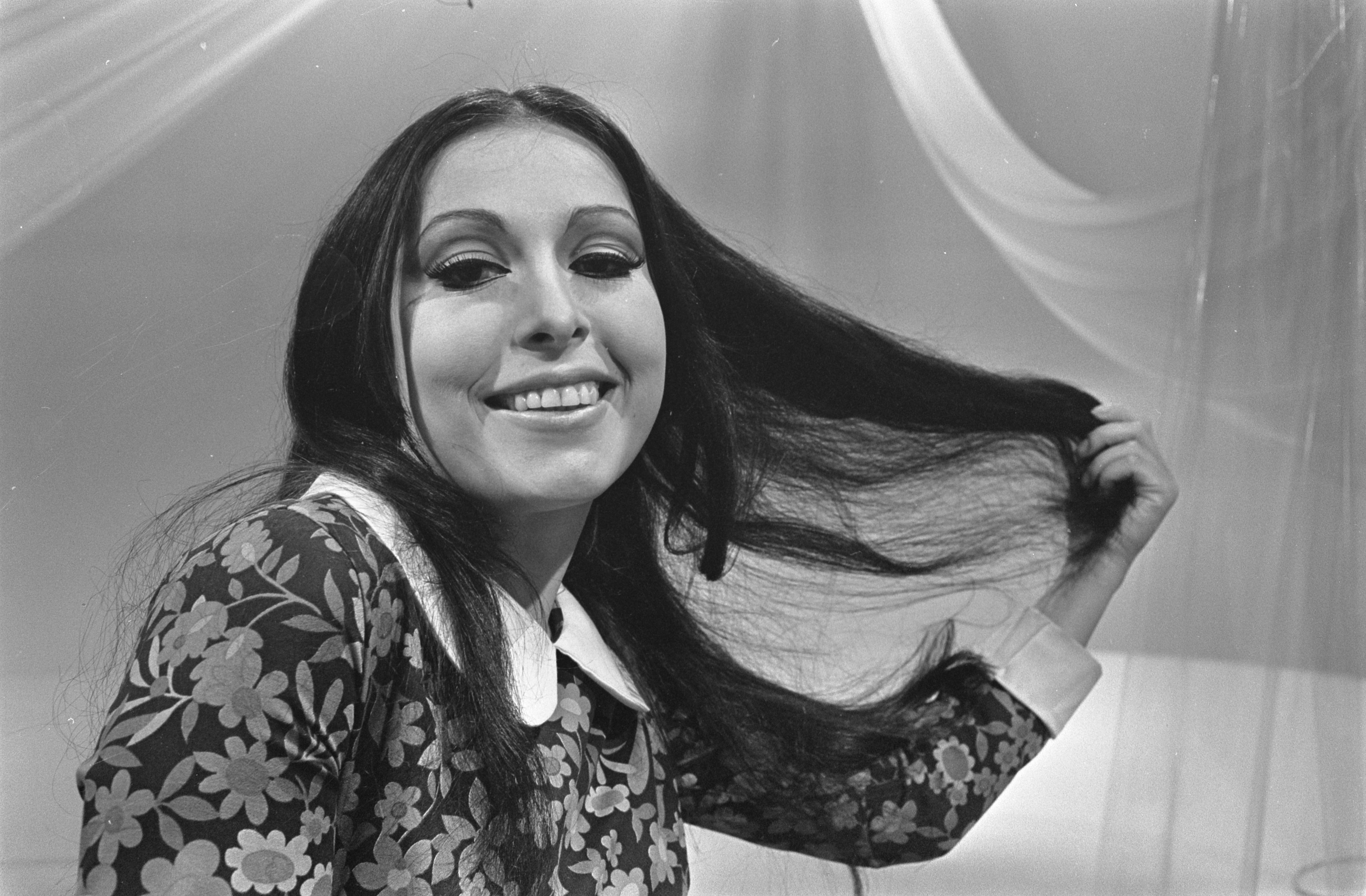
Massiel som vann för Spanien det här året.

För första gången fick Storbritannien stå värdland efter en vinst (de hade tidigare fått stå värd när Frankrike och Nederländerna inte haft råd att arrangera igen). Tävlingen förlades till London den 6 april. Förutom att Danmark återigen stod över deltagande (det skulle ta tio år innan de var tillbaka igen) så var alla länder som deltog året innan med igen. Således tävlade sjutton länder om segern. För första gången sändes ESC-finalen i färg, dock endast i ett fåtal länder, däribland Sverige, som hade den möjligheten. Inför finalen fick Norge byta bidrag, på grund av att deras tidigare utvalda bidrag anklagats för plagiat.
Jurygrupperna i varje land hade samma poängsystem som året innan. Varje lands jurygrupp bestod av tio personer som vardera gav en poäng till sin favorit. Beroende på hur många enpoängare ett land fått så varierade det hela från att ge en större eller mindre klumpsumma till det landet. Exempelvis kunde en jury ge hela sin tiopoängare till ett land eller tio länder varsin enpoängare.
Sverige tävlade som nummer åtta (av sjutton länder) och slutade efter juryöverläggningarna på femte plats med 15 poäng. Spanien fick det här året sin första seger med 29 poäng, endast en poäng före värdlandet Storbritannien på 28 poäng. Frankrike slutade på tredje plats med 20 poäng. Inget land blev det här året nollat, även om Nederländerna och Finland slutade på delad sista plats med en poäng vardera. I en dokumentärserie om Eurovisionens historia har det påståtts att Spanien, som då var en diktatur, försökte muta andra deltagarländer att få vinna tävlingen det här året, även om det aldrig har gått att bekräfta det hela.